# 马普切军事
马普切人从他们开始在阿劳卡尼亚定居起，他们的历史就充满了战争与冲突。他们相信历史是通过战事创造的，因此他们从事了许多的军事冲突。

## 军事文化与组织
马普切人之间的战争是一个氏族在其酋长的指挥下对抗另一个氏族，或者是一个圣坛氏族联盟或氏族同盟在其战争领袖的指挥下对抗另一个圣坛氏族联盟或氏族同盟。开战的目的可能是因为受到了真正的伤害或者受到了巫术的伤害而进行复仇，也可能是为了获取女人和劫掠物（如果对方造成了伤害而不立即进行赔偿的话）。

## 统御
无论如何，当印加人和之后的西班牙人到来时，马普切人已经开始了召开首领间的大型联盟集会，以选举一名战争领袖来对他们的军队进行统一指挥。  
在遭遇到如此的侵略时，以及在之后反叛西班牙人，与之打仗时，挑起战争的马普切富人们就会到处发送“信号箭（Pulquitin）”，以召集一场大型联盟集会。“信号箭”是一种特殊的箭，它沾过大羊驼的心脏的血，并且箭上还有打结的红线。这样的红线表示的是这场大型联盟集会召开的地点和日期。之后在大型联盟集会上，人们要决定是否开战，以及如果要开战，军事计划将是怎样的。有的时候，被杀死的敌人的头颅会被送到别的氏族，作为一件刺激品或礼物，来激励他们加入这个同盟。
战争领袖是在一场大型联盟集会中被选出的。参与大型联盟集会的是各个氏族和氏族同盟的酋长。在商讨战争期间，这些氏族和氏族同盟就会结为一个同盟。战争领袖有权利让部队服从自己，组织他们，以及为他们任命统帅。直到对战争的商讨结束，或者在一场大型联盟集会中，酋长们判定该战争领袖不能胜任，他的指挥职务才会停止。如果一名战争领袖牺牲了，新的战争领袖就会被指派。
在西班牙殖民者到来时，马普切人已经被组织得很好了。在之前的一个世纪，他们曾与扩张的印加帝国战斗，并在马乌莱河战役中阻止了印加人的侵略。在遭遇侵略时，他们能够召集大规模的有组织的战士团，并且至少从莱夫扎茹造反的时候起，他们就能建造堡垒和复杂的防御工事来保护自己，抵御入侵者了。

## 战术
在西班牙人最初的征服活动之后，从莱夫扎茹起，新的战争领袖会考虑许多新的战术来同入侵者战斗。在佩德罗·德·巴尔迪维亚在阿劳卡尼亚最早的某一场战役中，莱夫扎茹就被俘虏了。莱夫扎茹作为巴尔迪维亚的一名侍从而了解到了西班牙人的优势与弱点，尤其是他们的骑兵的。在逃走之后，莱夫扎茹就成为了一名反抗西班牙人的叛军领袖，他有效地教授了马普切战士们（他们之前习惯的是在开阔的战场进行步兵战斗）游击战术以及利用地形来削减西班牙骑兵的效力。根据推测，他还让被征服了的马普切人为他进行间谍活动，告诉他敌人的行动。在他进攻西班牙人在智利中部的领地时，他还会建造堡垒，并将它们用作基地。
在16世纪60年代，马普切人开始使用隐蔽的陷阱和地沟来捕获火炮和枪支。在16世纪70年代，他们学会了使用类似于西班牙方阵的步兵阵，这样在开阔的战场，他们也能击败西班牙骑兵了。在16世纪80年代，马普切人开始有他们自己的骑兵，并且很快他们就能与西班牙骑兵匹敌了。在1600年之后，他们的步兵也开始骑马，以获得更高的机动性，并且他们还发展出了自己的突袭战术。在17世纪20年代，马普切人经常会在战斗中采取的战术是三分之二的人充当骑矛兵，在两翼作战，而步兵则待在中间，这也类似于西班牙人的习惯。在从一场突袭中撤退时，马普切人通常会引诱追兵到狭窄的隘道，然后他们的主力部队会在此地正面对抗他们。如果这些追兵攻击这些伏兵，那么分遣队的人就会攻击他们的侧翼。这些高级的战术都是有效的，因为马普切人以此抵挡了西班牙人和智利人350年。